# 雷乔杜里方程
在广义相对论中，雷乔杜里方程（英語：Raychaudhuri equation），或朗道–雷乔杜里方程（英語：Landau–Raychaudhuri equation）是描述邻近物质运动的基本方程。
它不仅是彭罗斯-霍金奇点定理和广义相对论的精确解研究的基本引理，还具有独特之处，即它指出引力应该是广义相对论中任意质量-能量之间的普遍存在的吸引力，正如在牛顿引力理论中那样。
这一方程由印度物理学家阿马尔·库马尔·雷乔杜里和苏联物理学家列夫·朗道各自独立发现。

## 数学表述
考虑一个类时的单位矢量场 {\displaystyle {\vec {X}}}（可理解为不相交的世界线的汇）, 雷乔杜里方程可写为
{\displaystyle {\dot {\theta }}=-{\frac {\theta ^{2}}{3}}-2\sigma ^{2}+2\omega ^{2}-{E[{\vec {X}}]^{a}}_{a}+{{\dot {X}}^{a}}_{;a}}
式中
{\displaystyle \sigma ^{2}={\frac {1}{2}}\sigma _{mn}\,\sigma ^{mn},\;\omega ^{2}={\frac {1}{2}}\omega _{mn}\,\omega ^{mn}}
是剪切张量
{\displaystyle \sigma _{ab}=\theta _{ab}-{\frac {1}{3}}\,\theta \,h_{ab}}
和涡度张量
{\displaystyle \omega _{ab}={h^{m}}_{a}\,{h^{n}}_{b}X_{[m;n]}}
的二次不变量。这里
{\displaystyle \theta _{ab}={h^{m}}_{a}\,{h^{n}}_{b}X_{(m;n)}}
是扩张张量，{\displaystyle \theta }是它的迹，称为扩张标量。
{\displaystyle h_{ab}=g_{ab}+X_{a}\,X_{b}}
是正交于{\displaystyle {\vec {X}}}的超平面上的投影张量。另外，圆点表示对固有时的微分。潮汐张量{\displaystyle E[{\vec {X}}]_{ab}}的迹可写为
{\displaystyle {E[{\vec {X}}]^{a}}_{a}=R_{mn}\,X^{m}\,X^{n}} +1
这个量有时也称为雷乔杜里标量。